# Klipplaat
Klipplaat (signifie dalle de pierre en afrikaans) est une petite ville d'Afrique du Sud, située dans la province du Cap-Oriental et administrée par la municipalité locale de Dr Beyers Naudé au sein du district de Sarah Baartman. Son nom fait référence à de grandes pierres plates locales gisant sur le sol ou en saillie.

## Localisation
Klipplaat est située à 185 km au nord-ouest de Port Elizabeth et à 75 km au sud-est d'Aberdeen (Cap-Oriental). La ville est une connexion ferroviaire entre Le Cap et Port Elizabeth. 

## Démographie
Selon le recensement de 2011, la population de Klipplaat est de 2 215 habitants (74,04 % de coloureds, 23,57 % de noirs et 1,44 % de blancs). L'afrikaans est la langue maternelle majoritairement utilisée par la population locale (80,82 %) devant l'isiXhosa (14,74 %).
La petite zone rurale comprenant le village de Klipplaat et le township de Wongalethu (752 habitants dont 75,40 % de noirs et 23,67 % de coloured) compte 2 967 habitants (61,3 % de coloureds, 36,7 % de noirs, et 1,1 % de blancs), majoritairement de langue afrikaans (67,7 %) et isiXhosa (27,3 %).

## Administration
La municipalité de Klipplaat a été fondée en 1944. La ville fut ensuite administrée par la municipalité locale de Ikwezi (2000-2016) puis, après son amalgamation avec deux autres municipalités, par celle de Dr Beyers Naudé depuis aout 2016.

## Historique
La région est essentiellement agricole et parsemée de fermes d'élevages de moutons durant le 19e siècle. En 1879, le chemin de fer relie le hameau de Klipplaat facilitant le transport de la laine et du mohair vers  Port Elizabeth. Vers 1910, des autruches venant d'Oudtshoorn sont introduites dans la région.
En 1947, Klipplaat reçoit la visite de la famille royale d'Angleterre.

## Source
- (en) Cet article est partiellement ou en totalité issu de l’article de Wikipédia en anglais intitulé « Klipplaat » (voir la liste des auteurs).